# Phylloporia spathulata
Phylloporia spathulata är en svampart som först beskrevs av William Jackson Hooker, och fick sitt nu gällande namn av Leif Ryvarden 1991. Phylloporia spathulata ingår i släktet Phylloporia och familjen Hymenochaetaceae.   Inga underarter finns listade i Catalogue of Life.